# Assetto ruote
L'assetto ruote, spesso denominato erroneamente e semplicemente convergenza, è la registrazione di tutti gli angoli geometrici delle ruote: convergenza, campanatura e incidenza. Non sempre però questi ultimi due angoli sono registrabili, dipendendo il fatto dalla progettazione della meccanica delle sospensioni dell'avantreno e del retrotreno dello specifico autoveicolo.

## Effetti
Quando gli angoli di rotolamento delle ruote non sono ottimali si verifica l'usura anomala degli pneumatici, mentre quando i valori di incidenza e campanatura tra le due ruote dello stesso asse risultano diversi nelle ruote anteriori, l'autoveicolo tende a "tirare" verso destra o verso sinistra durante la marcia rettilinea (anche se questo difetto può essere causato a volte da uno pneumatico). mentre la variazione della convergenza usura precocemente gli pneumatici e prelude ad un non corretto allineamento dello sterzo

## Revisione
Per effettuare la registrazione dell'assetto ruote, vengono utilizzati particolari e sofisticati strumenti elettronici che permettono all'autoriparatore di verificare lo stato degli angoli geometrici e, se il caso lo richiede, di variarli agendo sulla meccanica dell'avantreno e del retrotreno.
Questi angoli si deteriorano modificandosi nel tempo a causa dell'usura dell'autoveicolo e anche a causa di urti (marciapiedi, buche delle strade, ecc.).
Anche dopo una riparazione effettuata alla carrozzeria per rimediare ai danni di un incidente, è buona norma verificare gli stati geometrici dell'avantreno e del retrotreno.